# Danh sách quốc gia Châu Phi theo diện tích
Danh sách các quốc gia châu Phi theo diện tích được thống kê theo đơn vị km², cập nhật bởi Liên Hợp Quốc năm 2007 (UN 2007) có sự điều chỉnh ở một số quốc gia và vùng lãnh thổ cho phù hợp với hiện tại. Bảng danh sách có 50 quốc gia và 5 Vùng lãnh thổ: Somaliland, Mayotte, Réunion, Saint Helena, Ascension và Tristan da Cunha và Tây Sahara.
| STT | Quốc gia và Vùng lãnh thổ                   | Diện tích (Km2) |
| --- | ------------------------------------------- | --------------- |
| 1   | Ai Cập                                      | 1.002.000       |
| 2   | Libya                                       | 1.759.540       |
| 3   | Tunisia                                     | 163.610         |
| 4   | Algeria                                     | 2.381.741       |
| 5   | Maroc                                       | 406.550         |
| 6   | Tây Sahara                                  | 266.000         |
| 7   | Sudan                                       | 1.886.068       |
| 8   | Nam Phi                                     | 1.221.813       |
| 9   | Lesotho                                     | 30.355          |
| 10  | Eswatini                                    | 17.364          |
| 11  | Botswana                                    | 582.000         |
| 12  | Namibia                                     | 824.116         |
| 13  | Ethiopia                                    | 1.104.300       |
| 14  | Eritrea                                     | 117.600         |
| 15  | Nam Sudan                                   | 619.745         |
| 16  | Somalia                                     | 637.657         |
| 17  | Somaliland                                  | 137.600         |
| 18  | Uganda                                      | 241.367         |
| 19  | Kenya                                       | 580.038         |
| 20  | Rwanda                                      | 26.338          |
| 21  | Burundi                                     | 27.834          |
| 22  | Tanzania                                    | 945.087         |
| 23  | Mozambique                                  | 801.590         |
| 24  | Malawi                                      | 118.484         |
| 25  | Zambia                                      | 752.612         |
| 26  | Zimbabwe                                    | 390.757         |
| 27  | Madagascar                                  | 587.041         |
| 28  | Seychelles                                  | 445             |
| 29  | Comoros                                     | 2.235           |
| 30  | Mauritius                                   | 2.040           |
| 31  | Mayotte                                     | 374             |
| 32  | Réunion                                     | 2.517           |
| 33  | Mauritania                                  | 1.025.520       |
| 34  | Mali                                        | 1.240.192       |
| 35  | Niger                                       | 1.267.000       |
| 36  | Chad                                        | 1.284.000       |
| 37  | Senegal                                     | 196.722         |
| 38  | Gambia                                      | 11.295          |
| 39  | Guinea-Bissau                               | 36.125          |
| 40  | Liberia                                     | 111.369         |
| 41  | Ghana                                       | 238.539         |
| 42  | Togo                                        | 56.785          |
| 43  | Benin                                       | 112.622         |
| 44  | Côte d'Ivoire                               | 322.463         |
| 45  | Burkina Faso                                | 274.222         |
| 46  | Nigeria                                     | 923.768         |
| 47  | Sierra Leone                                | 71.740          |
| 48  | Cameroon                                    | 745.422         |
| 49  | Cộng hòa Trung Phi                          | 622.984         |
| 50  | Gabon                                       | 267.668         |
| 51  | Guinea Xích đạo                             | 28.051          |
| 52  | Cộng hòa Congo                              | 342.000         |
| 53  | Cộng hòa Dân chủ Congo                      | 2.335.858       |
| 54  | Angola                                      | 1.246.700       |
| 55  | Saint Helena, Ascension và Tristan da Cunha | 308             |